# Rason International Commercial Bank
Rason International Commercial Bank est une banque de Corée du Nord, la banque a ouvert dans la zone économique spéciale de Rason en 2015.
Elle a été touchée par les sanctions unilatérales de Corée du Sud.